# Большевик (Брянський район)
Большевик (рос. Большевик) — селище в Брянському районі Брянської області Російської Федерації.
Населення становить 9 осіб. Входить до складу муніципального утворення Чернетовське сільське поселення.

## Історія
Від 2005 року входить до складу муніципального утворення Чернетовське сільське поселення.

## Населення
| 2010 | 2013 |
| ---- | ---- |
| 8    | ↗9   |